# Drapeau de la Catalogne
Le drapeau de la Catalogne est celui de l’ancienne couronne d'Aragon. Connu populairement en catalan comme la senyera, c'est le drapeau traditionnel aux quatre bandes horizontales de couleur sang sur fond or, les anciennes couleurs du blason de la maison de Barcelone (le comte Guifred le Velu et son lignage masculin), puis du blason de Catalogne et de la couronne d'Aragon. Il est officiel depuis 1979.
Par la loi, il doit être présent sur tous les bâtiments publics et lors de tous les actes officiels en Catalogne (article 8.2 du Statut d'autonomie de la Catalogne).

## Histoire
Il est l'un des plus anciens drapeaux d'Europe, dont l'origine demeure légendaire et remonte au IXe siècle[réf. nécessaire]. Il est basé sur le blason des comtes de Barcelone, l'un des plus anciens d'Europe sur tissu,. Il a été adopté par leurs descendants, dont les comtes de Provence, les comtes de Foix et les rois de la couronne d'Aragon au XIIe siècle, et les rois de Majorque au XIIIe siècle.
Au XIIIe siècle, à partir du roi Jacques Ier, le drapeau est connu sous le nom de « drapeau royal » (bandera reial) et de Senyera Reial. Dans les chroniques médiévales de Bernat Desclot et de Ramon Muntaner il est nommé senyera des rois d'Aragon et dès la fin du XIVe siècle apparaît, en plus, le nom « drapeau » (en catalan bandera) de la Catalogne.
Au XIXe siècle, le mouvement culturel romantique catalan de la Renaixença le réaffirme comme drapeau national de la Catalogne. Il a été le drapeau officiel de la Catalogne de 1932, avec le statut d'autonomie de 1932 (Estatut de Núria), à la fin de la guerre d'Espagne, gagnée par les Franquistes, qui commencent une dictature où les symboles catalans sont interdits. À la fin de la dictature, avec le nouveau statut d'autonomie catalan en 1979, il redevient le drapeau officiel jusqu'à nos jours.
Au XXe siècle apparaît une variante, symbolisant plus particulièrement l'aspiration à l'indépendance, l'Estelada (littéralement, « l'étoilée »). C'est un drapeau catalan auquel est ajoutée une étoile blanche dans un triangle bleu, emprunté au drapeau cubain par les volontaires catalans qui se sont battus aux côtés des Cubains contre la monarchie espagnole. Il sera celui des volontaires catalans du régiment de marche de la Légion étrangère durant la Première Guerre mondiale.
Il est également largement utilisé, sans valeur officielle, dans les communes du département des Pyrénées-Orientales, appelé localement « Catalogne Nord », et utilisé dans les blasons des villes, notamment de Perpignan, capitale de l'ancien royaume de Majorque, et les logos des communes et du département, ainsi que celui de la Région administrative Occitanie.

## Légende
Voir l'article : Légende des quatre barres de sang.

## Composition
La hauteur du drapeau est égale aux deux cartes de sa longueur. Il est composé de 9 bandes horizontales d'égale hauteur, en alternance or et sang. Les bandes extérieures sont de couleur or.
Les teintes de couleur ne sont pas celles du drapeau espagnol.
| Couleur | ● Sang  | ● Or    |
| ------- | ------- | ------- |
| HTML    | #CC0000 | #FFD700 |

## Galerie

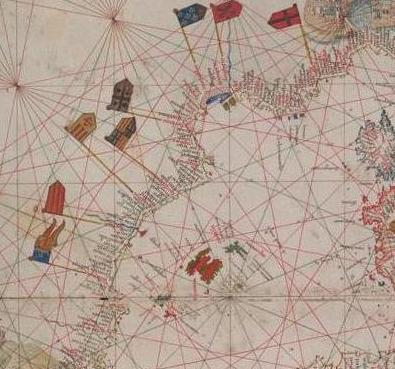
Drapeau catalan dans un portulan du XVe siècle.
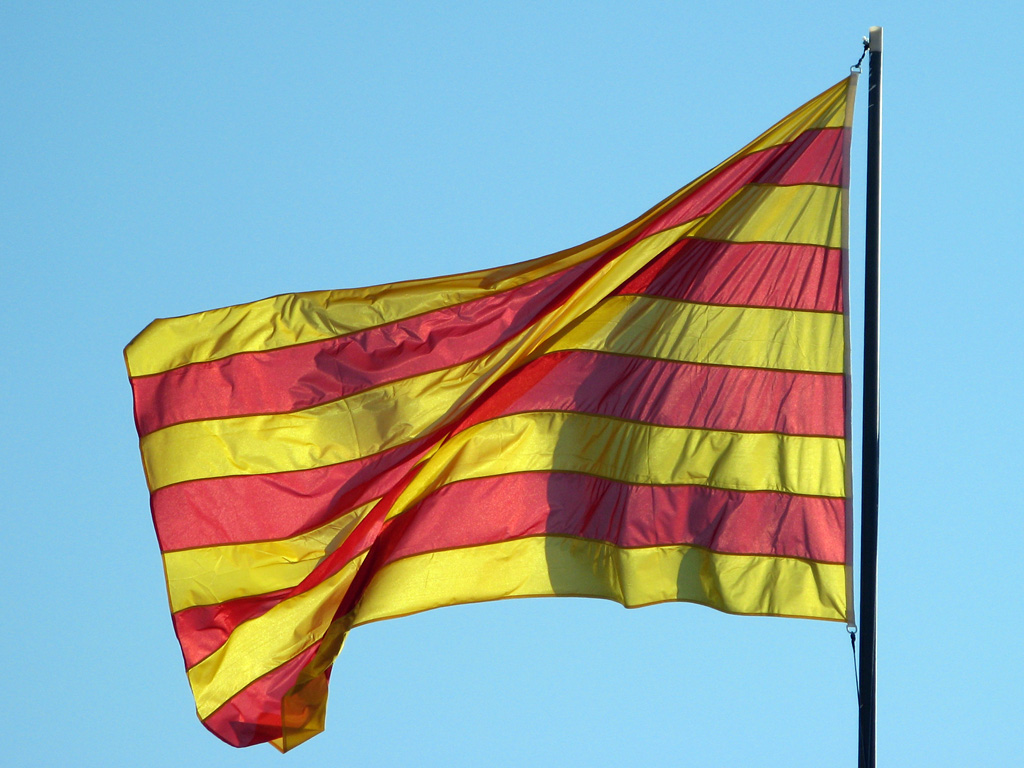
La senyera, drapeau de la Catalogne et symbole national catalan.
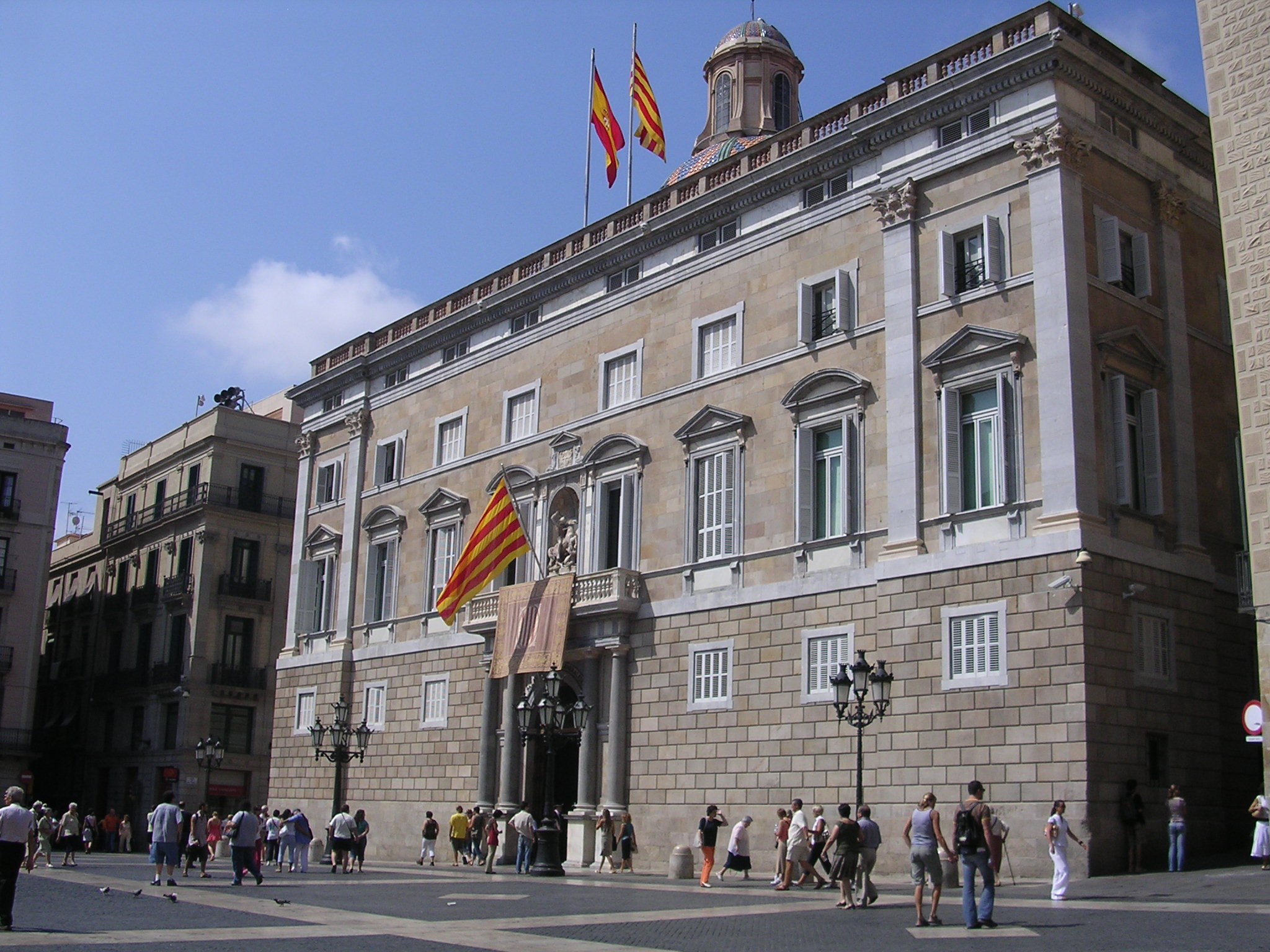
La senyera, au fronton de la Généralité, à Barcelone

## Variantes et applications locales

### Province de Barcelone

Drapeau de la province de Barcelone
Drapeau de Barcelone

Drapeau d'Argentona
Drapeau de Badalone
Drapeau de Balaguer
Drapeau de Berga
Drapeau de Caldes de Montbui
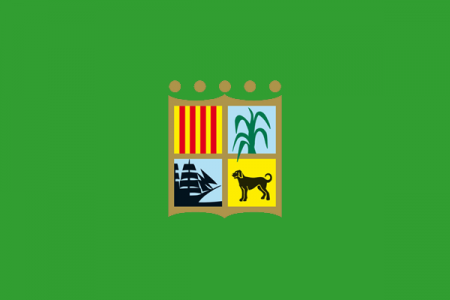
Drapeau de Canet de Mar
Drapeau de Cardedeu
Drapeau de Cervera
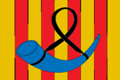
Drapeau de Cornellá de Llobregat
Drapeau de Cubelles
Drapeau de Gaià
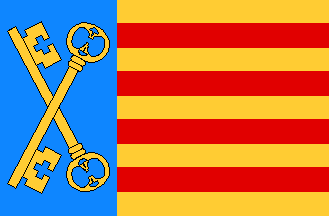
Drapeau de Gavá
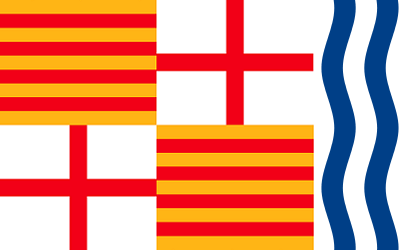
Drapeau d'Igualada
Drapeau de L'Hospitalet de Llobregat
Drapeau de Les Franqueses del Vallès
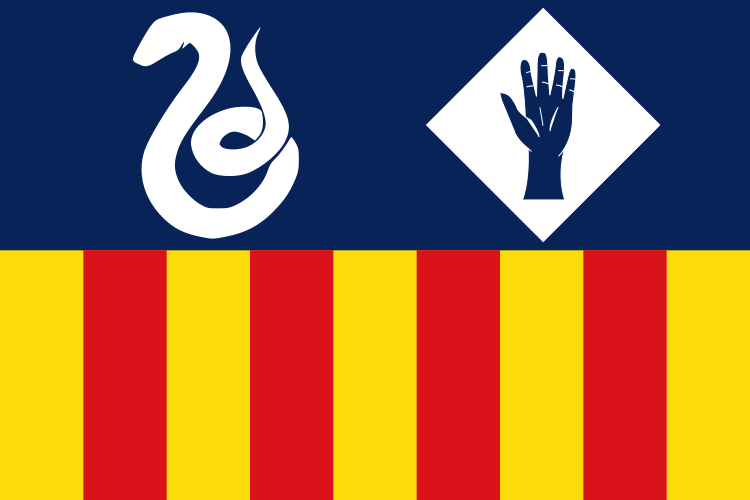
Drapeau de Manlleu
Drapeau de Manresa
Drapeau de Parets del Vallès
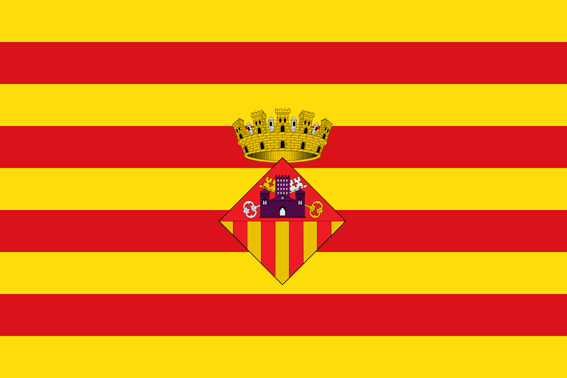
Drapeau de Sant Cugat del Vallès
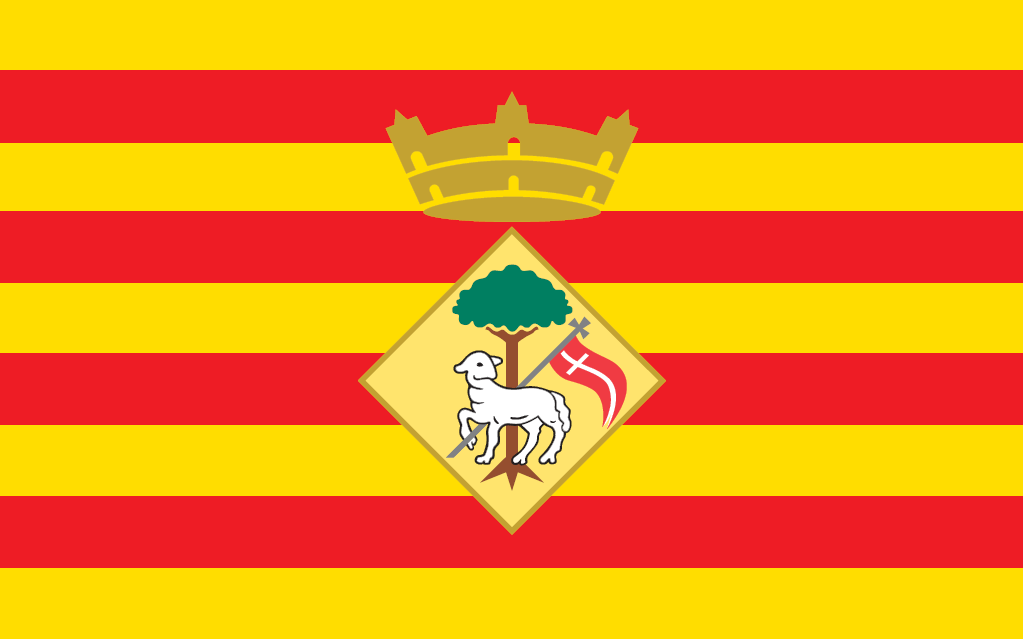
Drapeau de Sant Joan Despí
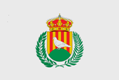
Drapeau de Santa Coloma de Gramenet
Drapeau de Santa Margarida i els Monjos
Drapeau de Santpedor
Drapeau de Subirats
Drapeau de Teià
Drapeau de Terrassa
Drapeau de Tona
Drapeau de Torrelavit
Drapeau de Vallromanes
Drapeau de Vic
Drapeau de Vilanova i la Geltrú

### Province de Gérone

Drapeau de province de Gérone
Drapeau de Gérone

Drapeau de Besalú
Drapeau de Camós
Drapeau de Corçà
Drapeau de Figueres
Drapeau de L'Escala
Drapeau d'Olot
Drapeau de Pardines
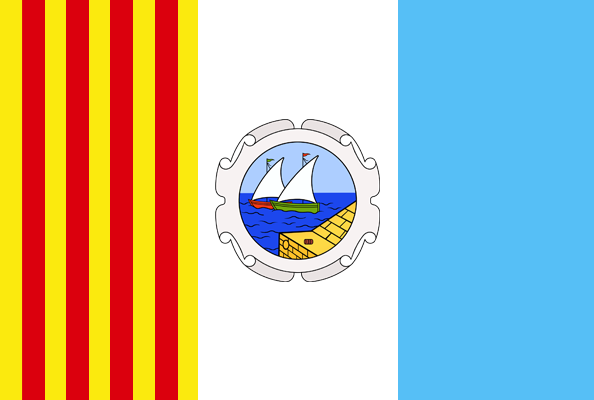
Drapeau de Portbou
Drapeau de Sant Feliu de Buixalleu
Drapeau de Sant Gregori
Drapeau de Saus, Camallera i Llampaies
Drapeau de Torroella de Montgrí
Drapeau de Verges

### Province de Lérida

Drapeau de la province de Lérida
Drapeau de Lérida

Drapeau d'Aitona
Drapeau de Balaguer
Drapeau de Cervera
Drapeau de Les Borges Blanques
Drapeau de Tàrrega
Drapeau de Vilagrassa

### Province de Tarragone

Drapeau de la province de Tarragone
Drapeau de Tarragone

Drapeau d'Amposta
Drapeau de Blancafort
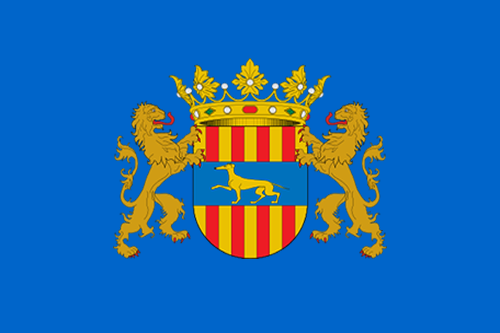
Drapeau de Cambrils
Drapeau de Cunit
Drapeau de Prades

## Variantes politisées

L'estelada, drapeau indépendantiste catalan. L’étoile blanche sur fond bleu est empruntée au drapeau cubain, des volontaires catalans ayant participé aux révoltes de Cuba contre l’Espagne.
L'estelada rouge, drapeau indépendantiste catalan à connotation de gauche radicale.

## Drapeaux similaires et historiquement liés

Drapeau de l'Aragon
Drapeau des îles Baléares
Drapeau de la Communauté valencienne
Drapeau du comté de Foix
Drapeau de la Provence (où régnèrent des membres de la maison de Barcelone de 1112 à 1267)
Drapeau du royaume de Sicile (où régnèrent des membres de la maison de Barcelone de 1282 à 1410 et qui fut en union personnelle avec la couronne d'Aragon de 1409 à 1713)
Drapeau du royaume de Naples (qui fut en union personnelle avec la couronne d'Aragon de 1442 à 1458 et de 1504 à 1713)
Drapeau d'Andorre (le troisième quartier du blason représentant l'ancienne couronne d'Aragon)